# Badghis
Badghis è una provincia dell'Afghanistan di 470 015 abitanti, che ha come capoluogo Qala-i-Naw. Si trova nel nord-ovest del Paese, fra i fiumi Murghab e Hari Rud. Il suo nome in persiano significa dove nascono i venti oppure casa dei venti.
Confina con il Turkmenistan (provincia di Mary) a nord e con le province di Faryab a est, di Ghowr a sud-est e di Herat a sud-ovest.

## Amministrazioni

Distretti della Provincia di Badgis.

La provincia di Badghis è divisa in 7 distretti:
- Ab Kamari
- Ghormach
- Jawand
- Muqur
- Murghab
- Qadis
- Qala-i-Naw